# Henschoutedenia occidentalis
Henschoutedenia occidentalis är en kackerlacksart som först beskrevs av Fabricius 1787.  Henschoutedenia occidentalis ingår i släktet Henschoutedenia och familjen jättekackerlackor. Inga underarter finns listade i Catalogue of Life.